# Grafo de Cayley

O grafo de Cayley do grupo livre em dois geradores a e b

Em matemática, área da teoria dos grafos, um grafo de Cayley, também conhecido como grafo colorido de Cayley, diagrama de Cayley, diagrama de grupo, ou grupo colorido é um grafo que codifica a estrutura abstrata de um grupo. Sua definição é sugerida pelo teorema de Cayley (nomeado em honra a Arthur Cayley) e usa um conjunto de geradores específico, usualmente finito, para o grupo. É um instrumento central em combinatória e teoria geométrica de grupos.

## Definição
Suponha que {\displaystyle G} seja um grupo e {\displaystyle S} seja um conjunto de geradores. O grafo de Cayley {\displaystyle \Gamma =\Gamma (G,S)} é um grafo direcionado colorido construído como se segue
- A cada elemento {\displaystyle g} de {\displaystyle G} é atribuído um vértice: o conjunto de vértices {\displaystyle V(\Gamma )} de {\displaystyle \Gamma } é identificado com {\displaystyle G.}
- A cada gerador {\displaystyle s} de {\displaystyle S} é atribuída uma cor {\displaystyle c_{s}.}
- Para qualquer {\displaystyle g\in G,s\in S,} os vértices correspondentes aos elementos {\displaystyle g} e {\displaystyle gs} são unidos por uma aresta de cor {\displaystyle c_{s}.} Assim, o conjunto de arestas {\displaystyle E(\Gamma )} consiste em pares da forma {\displaystyle (g,gs),} com {\displaystyle s\in S} proporcionando a cor.

Na teoria geométrica de grupos, o conjunto {\displaystyle S} é geralmente assumido ser finito, simétrico, isto é {\displaystyle S=S^{-1},} e não contendo o elemento identidade do grupo. Neste caso, o grafo de Cayley incolor é um grafo comum: suas arestas não são orientadas e não contém laços se e somente se {\displaystyle 1\notin S.}

## Exemplos
- Suponha que {\displaystyle G=\mathbb {Z} } é o grupo cíclico infinito e o conjunto S consiste em um gerador  padrão e sua inversa (-1 na notação aditiva), então o grafo de Cayley é uma cadeia infinita.

- Similarmente, se {\displaystyle G=\mathbb {Z} _{n}} é o grupo cíclico finito de ordem n e o conjunto S consiste de dois elementos, o gerador padrão de G e o seu inverso, então o grafo de Cayley é o ciclo {\displaystyle C_{n}.}

- O grafo de Cayley do produto direto de grupos é o produto cartesiano dos grafos de Cayley correspondentes. Assim, o grafo de Cayley do grupo abeliano {\displaystyle \mathbb {Z} ^{2}} com o conjunto de geradores que consiste em quatro elementos {\displaystyle (\pm 1,0),(0,\pm 1)} é a grade no plano {\displaystyle \mathbb {R} ^{2},} enquanto que para o produto direto {\displaystyle \mathbb {Z} _{n}\times \mathbb {Z} _{m}} com geradores semelhantes o grafo de Cayley é a grade finita {\displaystyle n\times m} em um toro.

O grafo de Cayley do grupo diedro D_{4} em dois geradores α e β

- O grafo Cayley do grupo diedro D4 em dois geradores  α e β é descrito à esquerda. As setas vermelhas representam a multiplicação à esquerda pelo elemento α. Uma vez que o elemento β é auto-inversível, as linhas azuis que representam a multiplicação à esquerda pelo elemento β são não direcionadas. Portanto, o grafo é misto: ele tem oito vértices, oito setas, e quatro arestas. A tabela Cayley do grupo D4 pode ser derivada a partir da apresentação do grupo

{\displaystyle \langle \alpha ,\beta |\alpha ^{4}=\beta ^{2}=e,\alpha \beta =\beta \alpha ^{3}\rangle .}